# John Kellogg
John Kellogg, alla nascita Giles Vernon Kellogg Jr. (Hollywood, 3 giugno 1916 – Los Angeles, 22 febbraio 2000), è stato un attore statunitense noto per aver interpretato il ruolo di Jack Chandler nella soap opera televisiva  Peyton Place.

## Biografia
Debuttò come attore teatrale a Broadway nel 1938 con Escape This Night di Robert Steiner ed Harry Horner, con Hume Cronyn, e fino alla fine della seconda guerra mondiale recitò su quel palcoscenico diversi altri lavori.
Al cinema fece il suo esordio nel 1940 in piccoli ruoli e sei anni più tardi firmò un contratto con la Columbia Pictures. Comparve in una sessantina di pellicole, tra le quali sono da segnalare Tom Edison giovane di Norman Taurog (1940), accanto a Mickey Rooney, quindi Cielo di fuoco di Henry King (1949), il western Rancho Notorious di Fritz Lang (1952) con Marlene Dietrich e Arthur Kennedy e Va nuda per il mondo (1962) con Gina Lollobrigida e Anthony Franciosa. Il suo ultimo ruolo sul grande schermo fu in Un ostaggio di riguardo di Alan J. Pakula (1987).
Sul piccolo schermo apparve (dal 1949 al 1990) in una settantina di serie di telefilm, tra le quali si citano Il cavaliere solitario, Bonanza, Il virginiano, Gunsmoke, Due onesti fuorilegge, A cuore aperto, dove impersonò Henry Spooner, e Oltre la legge - L'informatore. Raggiunse la grande notorietà nel 1966, con il ruolo del "cattivo ragazzo" Jack Chandler nella soap opera televisiva Peyton Place, che impersonerà sino al 1967 per 45 episodi. Partecipò inoltre, nel 1952, a tre episodi della serie Adventures of Superman, curiosamente sponsorizzata dalla Kellogg's, che per una fortuita coincidenza corrispondeva con il suo cognome.
Muore nel febbraio del 2000, all'età di 83 anni, a causa della malattia di Alzheimer.

## Filmografia

### Cinema

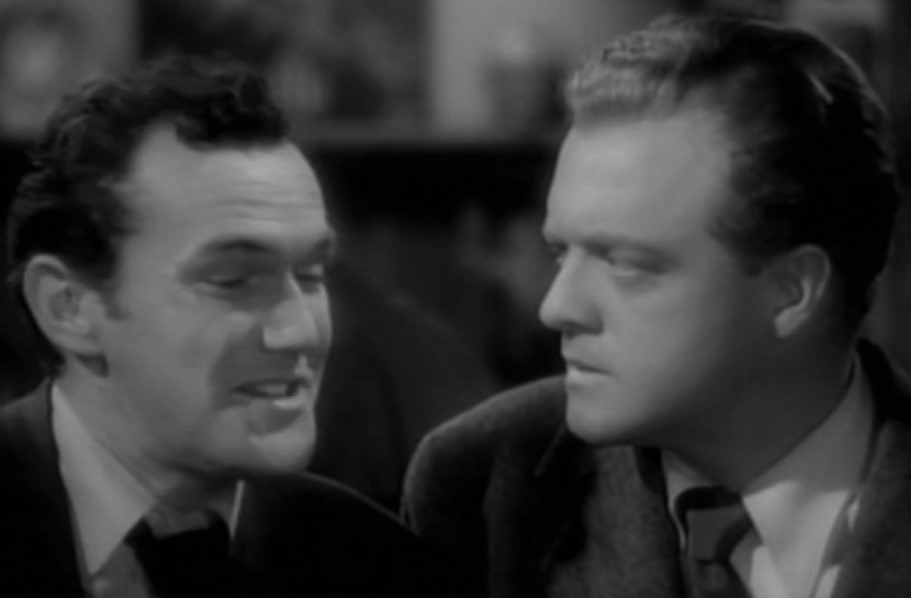
John Kellogg (a sinistra) e Van Heflin in una scena di Lo strano amore di Marta Ivers (1946)

- High School, regia di George Nicholls Jr. (1940)
- Tom Edison giovane (Young Tom Edison), regia di Norman Taurog (1940)
- Sailor's Lady, regia di Allan Dwan (1940)
- Yesterday's Heroes, regia di Herbert I. Leeds (1940)
- The Monster and the Girl, regia di Stuart Heisler (1940)
- Knockout, regia di William Clemens (1941)
- Mob Town, regia di William Nigh (1941)
- Among the Living, regia di Stuart Heisler (1941)
- Pacific Blackout, regia di Ralph Murphy (1941)
- Captains of the Clouds, regia di Michael Curtiz (1942)
- Vogliamo vivere! (To Be or Not to Be), regia di Ernst Lubitsch (1942)
- Come on Danger, regia di Edward Killy (1942)
- L'idolo delle folle (The Pride of the Yankees), regia di Sam Wood (1942)
- La nave senza nome (Wing and a Prayer), regia di Henry Hathaway (1944)
- Missione segreta (Thirty Seconds Over Tokyo), regia di Mervyn LeRoy (1944)
- This Man's Navy, regia di William A. Wellman (1945)
- Main Street After Dark, regia di Edward L. Cahn (1945)
- The Crimson Canary, regia di John Hoffman (1945)
- Al caporale piacciono le bionde (What Next, Corporal Hargrove?), regia di Richard Thorpe (1946)
- Salerno, ora X (A Walk in the Sun), regia di Lewis Milestone (1946)
- La commedia è finita (Because of Him), regia di Richard Wallace (1946)
- Miss Susie Slagle's, regia di John Berry (1946)
- California Express (Without Reservation), regia di Mervyn LeRoy (1946)
- Il bandito senza nome (Somewhere in the Night), regia di Joseph L. Mankiewicz (1946)
- Lo strano amore di Marta Ivers (The Strange Love of Martha Ivers), regia di Lewis Milestone (1946)
- A sangue freddo (Johnny O'Clock), regia di Robert Rossen (1947)
- The Thirteenth Hour, regia di William Clemens (1947)
- Mia moglie capitano (Suddendly, It's Spring), regia di Mitchell Leisen (1947)
- Femmina (Mr. District Attorney), regia di Robert B. Sinclair (1947)
- Criniere al vento (King of the Wild Horses), regia di George Archainbaud (1947)
- Robin Hood of Texas, regia di Lesley Selander (1947)
- Violenza (The Gangster), regia di Gordon Wiles (1947)
- Le catene della colpa (Out of the Past), regia di Jacques Tourneur (1947)
- Pugno di ferro (Killer McCoy), regia di Roy Rowland (1947)
- Secret Service Investigation, regia di R.G. Springsteen (1948)
- Cavalcata infernale (Sinister Journey), regia di George Archainbaud (1948)
- Fighting Back, regia di Malcolm St. Clair (1948)
- La città della paura (Station West), regia di Sidney Lanfield (1948)
- I banditi della città fantasma (Bad Men of Tombstone), regia di Kurt Neumann (1949)
- Solo contro il mondo (The Doolins of Oklahoma), regia di Gordon Douglas (1949)
- Hold That Baby!, regia di Reginald Le Borg (1949)
- Amaro destino (House of Strangers), regia di Joseph L. Mankiewicz (1949)
- Il porto di New York (Port of New York), regia di László Benedek (1949)
- Sansone e Dalila (Samson and Delilah), regia di Cecil B. De Mille (1949)
- Cielo di fuoco (Twelve O'Clock High), regia di Henry King (1949)
- Bunco Squad, regia di Herbert I. Leeds (1950)
- I predoni del Kansas (Kansas Raiders), regia di Ray Enright (1950)
- The Du Pont Story, regia di Wilhelm Thiele (1950)
- Hunt the Man Down, regia di George Archainbaud (1951)
- La città è salva (The Enforcer), regia di Bretaigne Windust e Raoul Walsh (1951)
- Gli uomini perdonano (Tomorrow Is Another Day), regia di Felix E. Feist (1951)
- Alcool (Come Fill the Cup), regia di Gordon Douglas (1951)
- Barriti nella jungla (Elephant Stampede), regia di Ford Beebe (1951)
- Il più grande spettacolo del mondo (The Greatest Show on Earth), regia di Cecil B. De Mille (1952)
- Rancho Notorious, regia di Fritz Lang (1952)
- Jet Job, regia di William Beaudine (1952)
- La grande sparatoria (The Raiders), regia di Lesley Selander (1952)
- La frusta d'argento (The Silver Whip), regia di Harmon Jones (1953)
- The Fighting Lawman, regia di Thomas Carr (1953)
- Teste rosse (Those Redheads from Seattle), regia di Lewis R. Foster (1953)
- Gorilla in fuga (Gorilla at Large), regia di Harmon Jones (1954)
- Sos polizia coloniale (African Manhunt), regia di Seymour Friedman (1955)
- Nel fango della periferia (Edge of the City), regia di Martin Ritt (1957)
- Va nuda per il mondo (Go Naked in the World), regia di Ranald MacDougall e Charles Walters (1961)
- Tre passi dalla sedia elettrica (Convincts 4), regia di Millard Kaufman (1962)
- Knife for the Ladies, regia di Larry G. Spangler (1974)
- Le violette sono blu (Violets Are Blue), regia di Jack Fisk (1986)
- Un ostaggio di riguardo (Orphans), regia di Alan J. Pakula (1987)

### Televisione

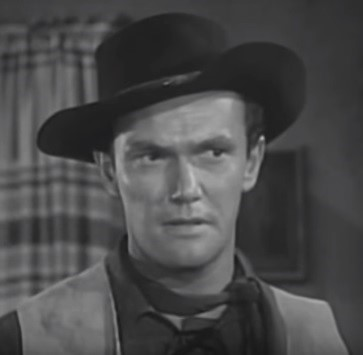
John Kellogg in una scena della serie televisiva Il cavaliere solitario (1949)

- Il cavaliere solitario (The Lone Ranger) – serie TV, un episodio (1949)
- Hollywood Theatre Time – serie TV, un episodio (1951)
- The Unexpected (1952) - serie TV, 2 episodi (1952)
- Le inchieste di Boston Blackie (Boston Blackie) – serie TV, 2 episodi (1952-1953)
- Adventures of Superman – serie TV, 3 episodi (1952-1953)
- Your Favorite Story – serie TV, un episodio (1953)
- Cavalcade of America – serie TV, 2 episodi (1953)
- Inner Sanctum – serie TV, 2 episodi (1954)
- The Big Story – serie TV, 4 episodi (1954-1957)
- Studio One – serie TV, 2 episodi (1956)
- Ethel Barrymore Theatre – serie TV, un episodio (1956)
- Armstrong Circle Theatre – serie TV, 3 episodi (1956-1958)
- Robert Montgomery Presents – serie TV, un episodio (1957)
- Una donna poliziotto (Decoy) – serie TV, episodi 1x06-1x26 (1957-1958)
- True Story – serie TV, un episodio (1958)
- Kraft Television Theatre – serie TV, un episodio (1958)
- Deadline – serie TV, 2 episodi (1959)
- R.C.M.P. – serie TV, 3 episodi (1959-1960)
- Black Saddle – serie TV, un episodio (1960)
- I racconti del West (Dick Powell's Zane Grey Theater) – serie TV, un episodio (1960)
- Tightrope – serie TV, episodio 1x34 (1960)
- Tate – serie TV, un episodio (1960)
- Laramie – serie TV, un episodio (1960)
- Hawaiian Eye – serie TV, episodio 2x05 (1960)
- One Step Beyond – serie TV, 2 episodi (1960)
- The Barbara Stanwyck Show – serie TV, un episodio (1960)
- Mr. Garlund (1960) – serie TV, un episodio (1960)
- Carovana (Stagecoach West) – serie TV, episodi 1x03-1x33 (1960-1961)
- Maverick – serie TV, episodio 4x20 (1961)
- The Roaring 20's – serie TV, un episodio (1961)
- The Case of the Dangerous Robin – serie TV, un episodio (1961)
- Lawman (1961) – serie TV, 2 episodi (1961)
- Corruptors (Target: The Corruptors) – serie TV, episodio 1x10 (1961)
- Surfside 6 – serie TV, episodio 2x32 (1962)
- Stoney Burke – serie TV, un episodio (1962)
- Gli intoccabili (The Untouchables) – serie TV, 3 episodi (1962)
- Saints & Sinners – serie TV, un episodio (1962)
- Gunsmoke – serie TV, 6 episodi (1962-1969)
- Dakota (The Dakotas) – serie TV, episodio 1x04 (1963)
- Gli uomini della prateria (Rawhide) – serie TV, episodio 5x18 (1963)
- La grande avventura (The Great Adventure) – serie TV, episodio 1x05 (1963)
- Indirizzo permanente (77 Sunset Strip) – serie TV, un episodio (1963)
- Bonanza (1963-68) – serie TV, 5 episodi (1963-1968)
- L'ora di Hitchcock (The Alfred Hitchcock Hour) – serie TV, un episodio (1964)
- The Outer Limits – serie TV, un episodio (1964)
- Il fuggiasco (The Fugitive) – serie TV, un episodio (1964)
- Il virginiano (The Virginian) – serie TV, 4 episodi (1964-1969)
- No Time for Sergeants – serie TV, un episodio (1965)
- Volo 1-6 non atterrate (The Doomsday Flight), regia di William A. Graham – film TV (1966)
- Laredo – serie TV, un episodio (1966)
- Peyton Place – soap opera, 45 puntate (1966-1967)
- Daniel Boone – serie TV, 2 episodi (1966-1969)
- Al banco della difesa (Judd for the Defense) – serie TV, un episodio (1968)
- Gli invasori (The Invaders) – serie TV, un episodio (1968)
- Selvaggio west (The Wild Wild West) – serie TV, episodio 3x22 (1968)
- Lancer – serie TV, episodio 1x06 (1968)
- San Francisco International Airport – serie TV, un episodio (1970)
- Amore extraterrestre (Night Slaves), regia di Ted Post – film TV (1970)
- The Bold Ones: The Lawyers – serie TV, un episodio (1971)
- Monty Nash – serie TV, 2 episodi (1971)
- Due onesti fuorilegge (Alias Smith and Jones) – serie TV, 3 episodi (1971-1972)
- The Bravos, regia di Ted Post – film TV (1972)
- Longstreet – serie TV, 2 episodi (1972)
- Sulle strade della California (Police Story) – serie TV, un episodio (1974)
- Codice d'onore (The Silence), regia di Joseph Hardy – film TV (1975)
- Kojak – serie TV, un episodio (1977)
- Kent State - Cosa accadde e perché (Kent State), regia di James Goldstone – film TV (1981)
- Giustizia cieca (Blind Justice), regia di Rod Holcomb – film TV (1986)
- A cuore aperto (St. Elsewhere) – serie TV, 4 episodi (1987)
- Jacob Have I Loved, regia di Victoria Hochberg – film TV (1989)
- Oltre la legge - L'informatore (Wiseguy) – serie TV, un episodio (1990)

## Doppiatori italiani
Nelle versioni italiane dei suoi film, John Kellogg è stato doppiato da:
- Bruno Persa in Le catene della colpa
- Giovanni Saccenti in La città della paura
- Carlo Romano in Cielo di fuoco
- Giuseppe Rinaldi in La città è salva
- Stefano Sibaldi in Il più grande spettacolo del mondo
- Manlio Busoni in Rancho Notorious
- Gianfranco Bellini in Gorilla in fuga
- Luciano De Ambrosis in Le violette sono blu